# Peripatus heloisae
Peripatus heloisae är en klomaskart som beskrevs av Carvalho 1941. Peripatus heloisae ingår i släktet Peripatus och familjen Peripatidae. Inga underarter finns listade i Catalogue of Life.